# SV West-Zeeuws-Vlaanderen
Schaakvereniging West-Zeeuws-Vlaanderen (SVWZV) was een schaakvereniging uit de Nederlandse stad Oostburg.
SVWZV vond haar oorsprong in de oprichting van Schaakvereniging Breskens op 25 januari 1949, ten huize van Leendert de Vlieger, die zich meteen als bestuurslid inzette. De oprichting volgde op een oproep van gemeenteambtenaar Jaap Woudstra in de lokale dorpskrant. In de wederopbouwperiode na de Tweede Wereldoorlog bood een door Zweden geschonken houten barak in Breskens onderdak aan diverse activiteiten, waaronder schaken. 
De club profileerde zich vanaf het begin met publieke activiteiten, waaronder een simultaan met Nederlands kampioene Fenny Heemskerk in 1951 en later met ex-wereldkampioen Max Euwe. 
Door teruglopende ledenaantallen fuseerden Breskens en Cadzand in 1960 tot S.V.K.B. (Schaakvereniging Kadzand/Breskens), en in 1965 verhuisde de club naar Oostburg onder de nieuwe naam SVWZV. Vanaf dat jaar werd gespeeld in Café De Tol, later in Café De Vier Emmers.
In de jaren zeventig en tachtig kende de vereniging hoogtepunten, waaronder deelname aan het Vier Provinciëntoernooi en de internationale opvolger "Schaak zonder Grenzen". Ook werd in deze periode een eerste team gevormd dat succesvol speelde in de Zeeuwse hoofdklasse. In 1998 promoveerde SVWZV naar de landelijke derde klasse van de KNSB, zij het voor slechts één seizoen.
Een volgende hoogtepunt was in 2000 toen Koen Leenhouts Nederlands kampioen onder de 16 jaar werd.
In 2001 werd het 50-jarig jubileum gevierd, waarbij het oprichtingsmoment van SV Breskens als formele startdatum werd aangehouden.
In seizoen 2014-2015  het eerste team kampioen in de promotieklasse. Het ging daardoor samen met S.C. Terneuzen onder de naam ScheldeSchaak in de hoofdklasse van de Zeeuwse Schaakbond spelen. Dit droeg echter bij aan de leegloop van SVWZV, dat in 2021 werd opgeheven.